# Cléber Reis
Cléber Janderson Pereira Reis (São Francisco do Conde, 5 december 1990) - alias Cléber Reis - is een Braziliaans voetballer die bij voorkeur als centrale verdediger speelt.

## Clubcarrière
Cléber speelde in Brazilië bij Paulista FC, Itumbiara EC, Grêmio Catanduvense, Ponte Preta en Corinthians. Bij Corinthians scoorde hij 3 doelpunten uit 31 competitieduels. Op 27 augustus 2014 werd hij voor een bedrag van 3 miljoen euro naar Hamburger SV getransfereerd, waar hij een vierjarig contract ondertekende. In Hamburg kreeg hij het rugnummer 3.